# あなたには帰る家がある
『あなたには帰る家がある』（あなたにはかえるいえがある）は、直木賞作家・山本文緒による長編小説である。1994年8月10日に集英社から書き下ろし小説として単行本が刊行された。山本にとって20冊目となる作品である。
1998年1月20日に集英社文庫版が、2013年6月21日に角川文庫版が発売された。
2003年12月3日にBSフジでテレビドラマ化され、2017年にワーサルシアターで舞台化された。
2018年4月期にTBS系でテレビドラマ化された。

## あらすじ
結婚して1年半、来月には1歳になる娘・麗奈と年下の夫・秀明と暮らす佐藤真弓は、望み通りの生活を手に入れたと思っていたが、結婚退職したことを後悔し、保険外交員のパートを始める。秀明は結婚してから真弓の料理にはがっかりしていたが、言い争いになることが嫌でそれを口に出すことはなかった。しかし、真弓がパートに出るようになってから、家事を押し付け合って互いに不満をつのらせるようになる。
ある日、茄子田一家が秀明のモデルハウスに見学に来る。秀明は横柄な茄子田太郎に辟易するが、真弓とは正反対の家庭的な綾子に惹かれ、綾子もまた、優しい秀明に惹かれるのだった。そんな2人がふとしたことで関係を持ってしまう。
パートで自分の稼ぎを得てますます仕事に打ち込む真弓だったが、ある日、秀明の浮気に気がつく。お互いに不満がたまっていた2人は大げんかの末、3か月の期限を切った約束をする。秀明は、家族の意見がばらばらでいつになるかも分からない茄子田家の契約を取ることに必死になっていた。一方、真弓は保険の勧誘に訪れた中学校で太郎を知り、秀明の顧客だと気づいて、家の新築よりも保険をと勧めるのだった。
真弓は、太郎の妻・綾子が秀明の浮気相手であることを森永祐子から知らされ、また、綾子の置手紙によって、太郎も秀明と綾子の関係を知り、太郎から暴力を受けた秀明が大怪我をして入院するという大騒動になる。秀明は真弓に離婚を求めるが、結局、約束通りに会社を辞めて主夫になり、真弓はフルタイムで働くようになる。そして、真弓と秀明は、これからの生活がどうなるのかどうするのか、それぞれ思いを巡らせるのだった。

## 登場人物

### 主要人物
佐藤真弓（さとう まゆみ）〈28〉
私立大学卒業後丸の内の商社に勤め、妊娠・結婚を機に専業主婦になった。
妊娠も、年下の夫も、会社を辞めたことも、どれも真弓自身が望んで手に入れたものだったが、育児にも家事にも興味が持てず結婚退職を後悔し、求人案内のチラシを見て「リーフ生命」の保険外交員のパートを始める。
結婚してから料理が苦手だったことを知る。真弓の母親も手を焼くほどのわがまま。
佐藤秀明（さとう ひであき）〈26〉
映画好きで、2流私立大学卒業後に映画配給会社でアルバイトをしている時に真弓と知り合う。
結婚を機に、真弓の父親の紹介で中堅の住宅販売会社に就職する。
気まずくなったりすると首をぽきぽきと鳴らす癖がある。
優柔不断なところがある。お酒は苦手。
茄子田太郎（なすだ たろう）〈33〉
私立中学の社会科教師。横柄な態度が周囲の顰蹙を買うことが多い。
両親と妻と息子2人を養う茄子田家の大黒柱だと自負していて、今の生活が幸せだと満足している。
父親の退職金を頭金に家を二世帯住宅に建て直そうと、秀明の会社のモデルハウスを訪れる。
茄子田綾子（なすだ あやこ）
料理上手でアイロンがけが好きな専業主婦。
数枚の見合い写真の中から、一番女性に縁がなさそうな太郎を選んで結婚した。

### 主要人物の周辺人物
愛川由紀（あいかわ ゆき）
真弓の上司で支部長。
愛川の年収を聞いて真弓も支部長を目指す。
森永祐子（もりなが ゆうこ）〈23〉
秀明の職場の、3歳年下の後輩。
営業課の仕事が嫌で退職を考えているが、秀明に好意を持っているので思い止まっている。
モデルハウスの見学に来た太郎にしつこく付き纏われ、困惑する。
竹田課長
秀明の上司で、モデルハウスの責任者。
結城一美
同じ私立女子中学・私立女子高校に通った、真弓の友人。
女子大卒業後就職せずに25歳前に見合い結婚をする予定だったが、猛反対する親を説得して高卒のサラリーマンと恋愛結婚した。

## 書籍情報
- 単行本：集英社、1994年8月10日、ISBN 978-4-08-775176-5
- 集英社文庫：1998年1月20日、ISBN 978-4-08-748738-1[2]
- 角川文庫：2013年6月21日、ISBN 978-4-04-100872-0[3]

## テレビドラマ

### 2003年版
2003年12月3日20時 - 21時45分にBSフジで放送された。主演は斉藤由貴。

#### キャスト（2003年版）
- 真弓 - 斉藤由貴
- 大浦龍宇一、余貴美子、内藤剛志、朝丘雪路、根岸季衣、石堂夏央、織本順吉、佐々木すみ江、岩本多代、いしいすぐる、下村洋平、大河内浩、宮地雅子、夏川さつき、橘雪子、草野康太、朱源実、中上ちか、池津祥子、平野朝子

#### スタッフ（2003年版）
- 原作 - 山本文緒『あなたには帰る家がある』
- 演出 - 水谷俊之
- 脚本 - 田中陽造
- プロデューサー - 中川順平
- 製作 - ケイファクトリー、フジテレビ
- 企画 - 清水賢治、石原隆
- 音楽 - 村山達哉

### 2018年版
2018年4月13日から6月22日までTBSテレビ系の「金曜ドラマ」にて毎週金曜日22時 - 22時54分に放送された。主演は中谷美紀。

#### 企画・制作
制作にあたって、リアルな夫婦像を描くため、仕事と家事の両立や子育てや夫との生活について100人以上の女性の意見を調査した。子どもの年齢や家族設定などを変え、また、離婚せずにやり直す原作とは違い、離婚した真弓と秀明と麗奈の話や、麗奈と慎吾の話、秀明が退院した後の茄子田夫妻の話などをオリジナルストーリーで、「夫婦の絆」を描く。

#### あらすじ
4月13日の金曜日に13回目の結婚記念日を迎える佐藤真弓は、子育てが一段落したこともあり元の職場に再就職する。夫・秀明は元々家事に非協力的だったが真弓が働き出しても家事を手伝うことはなく、秀明の方はさらに家事を手抜きする真弓にうんざりし、三浦圭介の店でそれぞれ不満を吐き出す2人だった。そんなある日、秀明のモデルハウスに茄子田夫妻が訪れる。家庭的な綾子に惹かれた秀明と、優しそうな秀明に惹かれた茄子田綾子は、真弓が秀明の帰りを待つ結婚記念日に関係を持ってしまう。
真弓なら浮気に気づかないと高を括っていた秀明だったが、担当が変わって茄子田夫妻を知った真弓に浮気相手が綾子だと知られそうになり慌てふためく。秀明の浮気に気がついた真弓は相手が森永桃だと思い落ち込んでいたが、年上の綾子が相手だと知って衝撃を受ける。離婚という方法もあると考える真弓だったが、麗奈にだけは知られたくなくて、猛省して必死に謝る秀明と、麗奈の前だけでは今までのように夫婦を演じる。しかし、浮気が発覚しても悪びれた風もなく真弓に挑戦的な綾子に、真弓と秀明は苦慮する。
一方、真弓を裏切った秀明を諭していた太郎だったが、自分の妻・綾子が秀明の浮気相手だと知って途方に暮れる。秀明から拒絶された綾子は、真弓が悪いからだと思い詰めて佐藤家に乗り込んで来る。そこに、綾子の置き手紙を読んだ太郎までもがやって来て、太郎に殴り倒された秀明が入院する事態になる。
退院し家に帰ってきた秀明に、真弓は「別れよう」と告げるのだった。浮気を後悔し離婚回避を試みる秀明だったが、真弓の意志は固く結局2人は離婚する。太郎は、綾子からの離婚の求めを拒むが、家出して働き口を見つけ、どこまでも太郎を拒絶する綾子に、ついに「自由になれ」と印鑑を押した離婚届を渡す。しかし、太郎の綾子への不器用な愛情を知った真弓は綾子を太郎の元に帰そうと図るが、真弓を敵視し意地を張る綾子と対立する。
真弓と綾子、秀明と太郎の4人は、故障で閉じ停められたエレベーターの中で本音を言い合う。太郎は、常識外れの行動を真弓と秀明から非難される綾子を庇い、今までの反省とこれからを語る太郎の説得で、綾子は茄子田家の家に帰る。
真弓は、茄子田夫妻に出会う前から実はすでに夫婦関係は壊れていたと考えていて、夫婦で向き合って話し合ってこなかった後悔を語り合う真弓と秀明だった。復縁を乞う秀明に、それでも真弓は離婚を翻すことはなく、一定の距離を置いた元夫婦の関係のままで真弓と秀明はそれぞれ帰って行く。

#### キャスト（2018年版）

##### 佐藤家
佐藤真弓（さとう まゆみ） → 尾野真弓（おの まゆみ）〈41 → 42〉
演 - 中谷美紀
誕生日は6月10日。旅行代理店「ラクタビドットコム」に勤めていたが、妊娠・結婚を機に退職して結婚13年目の専業主婦。
家事は適当で大雑把な性格だが、弱音は吐かないなど強気なところがある。
娘が中学校に入学して子育てが一段落し、元同僚の愛川に勧められて元の職場に再就職する。
セクハラを受けた小島に代わって早瀬中学校の担当になり、茄子田太郎と出会う。
7話で秀明と離婚し、旧姓に戻る。
佐藤秀明（さとう ひであき）〈39〉
演 - 玉木宏
真弓の元夫。住宅販売会社「渚ホームズ」勤務。
几帳面で細かいことを気にする性格。映画とメンチカツが好き。
真弓が再就職しても家事に非協力的だったが、浮気が発覚してからは態度を改める。
離婚して一人でアパートを借りるが綾子に付き纏われる。
最終話で森永の告発によって、鎌倉展示場から石川町の本社資料室へ左遷される。
佐藤麗奈（さとう れいな）〈12〉
演 - 桜田ひより（幼少期：阿部久令亜）
真弓と秀明の一人娘。私立友聖学院中等部1年生で陸上部。
家族キャンプで知り合った茄子田慎吾に好意を持っている。
綾子が家に乗り込んで来たことで、秀明と綾子の関係を知ってショックを受けるが、親子3人でいるのがいいと願う。

##### 茄子田家
茄子田太郎（なすだ たろう）〈47〉
演 - ユースケ・サンタマリア
茄子田家の家長で綾子の夫。早瀬中学校の国語科の教師。
二世帯住宅に建て直そうと、夫婦で秀明の会社のモデルハウスを訪れる。
浮気が発覚した綾子から離婚を切り出されるが拒否する。
最終話で綾子を説得して連れ帰るが、茄子田家の主導権は綾子に渡る。
茄子田綾子（なすだ あやこ）〈43〉
演 - 木村多江
太郎の妻。家庭的で料理上手な美人。旧姓：白石。栃木県出身。
「家庭を壊すつもりはない」と言いながら、秀明の携帯に頻繁に電話をしてくる。
秀明が自分を拒絶するのは真弓のせいだと思っていて、秀明にしつこく付き纏う。
太郎に離婚を申し出るが拒否され、太郎の隙を見て家出し食堂で働く。
最終話で太郎の説得に応じ、茄子田家に帰る。
茄子田慎吾（なすだ しんご）〈16〉
演 - 萩原利久
太郎と綾子の息子。高校2年生。
強圧的な父に絶対服従な母や自分の家族を、「自分の家は普通じゃない」と思っている。
綾子と咲子の夫との不義の子だが、 太郎が「大事な一人息子」と宣言したことで、茄子田家に居場所を得る。
茄子田千恵
演 - 梅沢昌代
太郎の母。綾子や慎吾を疎ましいと思っている。
茄子田四郎
演 - 田村泰二郎
太郎の父。
最終話で綾子についていくと宣言する。

##### ラクタビドットコム
愛川由紀（あいかわ ゆき）〈41〉
演 - 笛木優子
課長。真弓の元同僚で、再就職後は上司になる。
由紀自身も不倫をしているが、浮気をされて落ち込む真弓を勇気づける。
最終話で不倫相手と別れる。
小島希望（こじま のぞみ）〈25〉
演 - トリンドル玲奈
真弓の年下の同僚で、真弓の教育係。
中井芳彦
演 - 小林豊
真弓の同僚。
菊池匠
演 - 本田剛文
真弓の同僚。

##### 渚ホームズ 鎌倉展示場
森永桃（もりなが もも）〈29〉
演 - 高橋メアリージュン
秀明の職場の後輩で、唯一の女性社員。真弓と太郎から、秀明の浮気相手だと間違われる。
秀明に好意を持っていたが、不倫した事を知って秀明の不幸を願い告発して左遷させる。
竹田邦彦（たけだ くにひこ）〈47〉
演 - 藤本敏史（FUJIWARA）
秀明の上司。
山下流星
演 - 辻本達規
秀明の同僚で、優秀な営業マン。
西原
演 - 原西孝幸（FUJIWARA）（最終話）
秀明の後任として異動してきた独身社員。

##### カレーショップ こまち
三浦圭介（みうら けいすけ）〈39〉
演 - 駿河太郎
カレー屋店主。真弓の後輩で、秀明の同級生。
真弓と秀明の両方から不満を聞かされる立場で、バツイチの経験からの助言をする。
真弓に実は好意を持っている。
池田こはる〈19〉
演 - 福地桃子
アルバイト店員。好奇心が旺盛。

##### その他
尾野弥生
演 - 丘みつ子
第3話から登場。
真弓の母。真弓が子どもの時に、夫（真弓の父）の浮気が原因で離婚した。
楓（かえで）
演 - 三木理紗子
登下校もいつも一緒の麗奈の友人。友聖学院入学後に麗奈と一緒に陸上部に入部した。
塾の帰りに佐藤家の騒動をうっかり漏らしてしまい、陸上部内に知れ渡ってしまう。このことで麗奈と少しの間仲違いする。

##### ゲスト
第1話
平尾
演 - 峰竜太
ラクタビドットコムの取引先「日本コミュニケーションスクール」。
みゆき
演 - 長野里美（第2話）
スナック「蝶」のママ。

第3話
タクシー運転手
演 - 蛭子能収
秀明を尾行する真弓を乗せる。

第5話
奥村航一（おくむら こういち）〈42〉
演 - 村上新悟
ダブル不倫が発覚し、劇中のワイドショー「ひるダネ」で取り上げられた俳優。

第7話
宮越結衣
演 - 畑芽育（第8話）
陸上部の先輩。

第9話
藤村咲子
演 - 森口瑤子（第10話）
綾子の姉。
藤村凛（第10話）
演 - 糸瀬七葉
咲子の娘。

第10話
藤村
演 - 加藤虎ノ介
咲子の夫。茄子田慎吾の実父。

#### 登場する映画
秀明が映画好きとの設定で映画のエピソードが登場する。
- 『ローマの休日』：真弓と秀明が結婚前の交際時に見た映画。（第1話・第7話）
  - 真実の口：プロポーズ時に、秀明が砂浜に映画に因んだ細工をする。
- 『雨に唄えば』：秀明が綾子に勧めDVDを貸す。（第3話）
  - 『時計じかけのオレンジ』：真弓の前で秀明と綾子がそれぞれ「雨に唄えば」を口ずさみ、不倫相手が綾子だと発覚する。
- 『或る夜の出来事』：秀明が真弓に勧める。（最終話）
  - ジェリコの壁：復縁に応じない真弓との関係を表した秀明の言葉。

#### スタッフ（2018年版）
- 原作 - 山本文緒『あなたには帰る家がある』（角川文庫刊）
- 演出 - 平野俊一、吉田健、松田礼人、加藤尚樹
- 脚本 - 大島里美
- 音楽 - 兼松衆
- 主題歌 - Superfly「Fall」（ワーナーミュージック・ジャパン）[22]
- ロケ地 - 神奈川県鎌倉市・藤沢市[23]
- 編成 - 高橋正尚
- アソシエイトプロデューサー - 浅野敦也
- プロデューサー - 高成麻畝子、大高さえ子
- 製作 - ドリマックス、 TBS

#### ロケ地ギャラリー

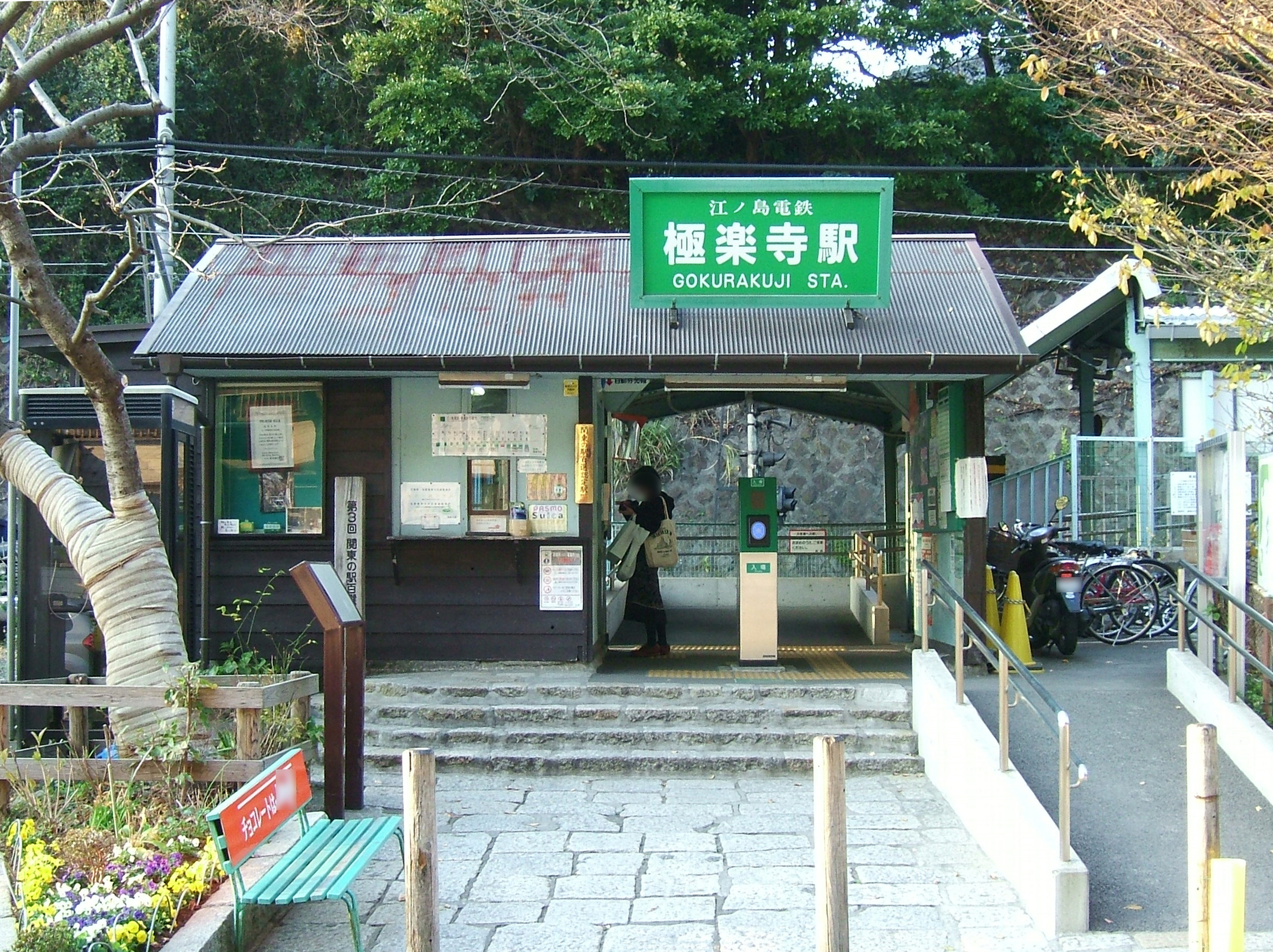
鎌倉市極楽寺駅（茄子田邸の最寄り駅）

#### 放送日程（2018年版）
| 各話                                                                        | 放送日  | サブタイトル                                                       | 演出     | 視聴率 |
| --------------------------------------------------------------------------- | ------- | ------------------------------------------------------------------ | -------- | ------ |
| 第1話                                                                       | 4月13日 | 夫婦のあるある満載! 夫の秘密に妻の本音爆発!!                       | 平野俊一 | 9.3%   |
| 第2話                                                                       | 4月20日 | 急展開! 妻は全てを知った!!                                         | 平野俊一 | 8.1%   |
| 第3話                                                                       | 4月27日 | 遂に地獄が始まる緊迫の4者会談…悪夢のBBQ!!                          | 吉田健   | 9.1%   |
| 第4話                                                                       | 5月04日 | 夫を惑わす魔女のヤバい本性                                         | 松田礼人 | 6.5%   |
| 第5話                                                                       | 5月11日 | 寝取られ夫の復讐 嵐の温泉旅                                        | 平野俊一 | 8.0%   |
| 第6話                                                                       | 5月18日 | 歪んだ愛の魔女が自宅を襲撃!! 極限ピンチに夫婦は…ラストに衝撃の告白 | 吉田健   | 7.9%   |
| 第7話                                                                       | 5月25日 | 離婚? 復活愛? 妻がゆれる時                                         | 松田礼人 | 9.0%   |
| 第8話                                                                       | 6月01日 | シングルマザーの大きな試練                                         | 平野俊一 | 7.7%   |
| 第9話                                                                       | 6月08日 | 元妻VS正妻狙う女因縁の対決                                         | 加藤尚樹 | 8.2%   |
| 第10話                                                                      | 6月15日 | 衝撃!! 宿敵の女の秘密と過去                                        | 松田礼人 | 9.7%   |
| 最終話                                                                      | 6月22日 | 帰る家はどこ? 涙の決意!!                                           | 平野俊一 | 9.3%   |
| 平均視聴率 8.4%（視聴率はビデオリサーチ調べ、関東地区・世帯・リアルタイム） |         |                                                                    |          |        |

- 第1話は、22時 - 23時9分の15分拡大放送。
- Paraviでは、7月7日からディレクターズカット版も配信[26]。

#### 関連商品
- CD
  - TBS系 金曜ドラマ「あなたには帰る家がある」オリジナル・サウンドトラック（2018年6月6日発売、ソニー・ミュージックマーケティング、UZCL-2135）[27]
- DVD-BOX
  - 2018年9月28日発売、TCエンタテインメント、JAN 4562474196352[28]

| TBS系 金曜ドラマ                           | TBS系 金曜ドラマ                                   | TBS系 金曜ドラマ                      |
| 前番組                                     | 番組名                                             | 次番組                                |
| ------------------------------------------ | -------------------------------------------------- | ------------------------------------- |
| アンナチュラル （2018年1月12日 - 3月16日） | あなたには帰る家がある （2018年4月13日 - 6月22日） | チア☆ダン （2018年7月13日 - 9月14日） |

## 舞台
2017年6月23日から7月2日まで、STRAYDOG番外公演としてワーサルシアターで舞台化された。
脚本と演出は森岡利行。配役は、佐藤真弓は階戸瑠李、佐藤秀明は谷遼が演じた。